# (2387) Xi’an
(2387) Xi’an ist ein Asteroid des Hauptgürtels, der am 17. März 1975 am Purple-Mountain-Observatorium in Nanjing entdeckt wurde.
Der Asteroid ist nach der chinesischen Stadt Xi’an, der Hauptstadt der Provinz Shaanxi, benannt.